# Malthodes setifer
Malthodes setifer is een keversoort uit de familie soldaatjes (Cantharidae). De wetenschappelijke naam van de soort werd in 1871 gepubliceerd door Flaminio Baudi di Selve.